# ゲルマニア (書物)

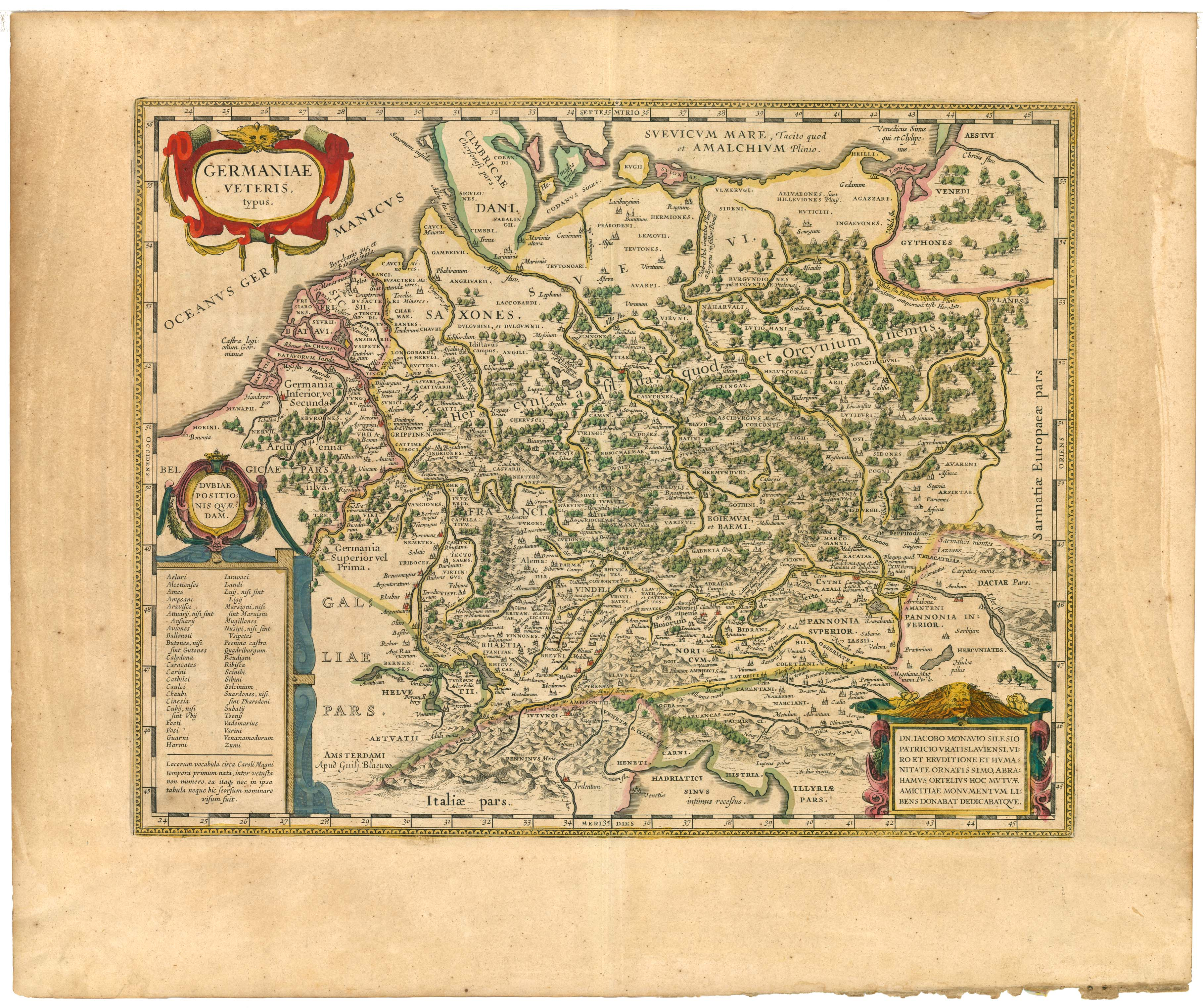
ゲルマニアの地図
西はライン川から、東はヴィスワ川とその支流のナレフ川およびブーク川まで。
現在のドイツ、ポーランド、チェコ、スロバキア、ハンガリー、オーストリアにまたがり、現代の区分では「中央ヨーロッパ」（中欧）の大半に相当する。

『ゲルマニア』は、ローマの歴史家タキトゥスが、ゲルマニア地方の風土や、その住民の慣習・性質・社会制度・伝承などについてラテン語で記述した書物である。紀元98年の作。紀元9年のトイトブルクの戦いの場所を記したのもこの書物においてである（ただし実際に起きた場所とはまったく異なる）。

## 執筆の意図
ローマ帝国の外縁に住むゲルマニア人（ゲルマン人）についてのタキトゥスの記述はいろいろな偏見の入り混じったものであった。タキトゥスは、彼の目には退廃していると映っていた当時のローマ人と比べて、ゲルマニア人の性質を「高貴な野蛮人」だという見方で伝えた。
このような描写のおかげで、この著作は16世紀以降のドイツ、特にドイツの民族主義者やロマン主義派に人気がある。また彼は、ローマが接触をもった部族の名前を多く記録していた。

## 各章の概要
| 1  | ゲルマニアは、ライン川の東、ドナウ川の北。                                       |
| 2  | ゲルマン人は純粋な血統をもつ土着民族。                                           |
| 3  | ゲルマニアには昔ヘラクレスが来たという。                                         |
| 4  | ゲルマン人の血統は純粋。青い目、赤みがかった髪、大きな体。                       |
| 5  | ゲルマン人は家畜の多さを誇る。                                                   |
| 6  | 兵力の主力は歩兵。武器としてフラメアという手槍を使う。                           |
| 7  | 王は血統で選ばれるが、将軍は勇敢さで選ばれる。                                   |
| 8  | 男たちは女が奴隷にされる事を何より恐れる。                                       |
| 9  | 神の中では、ローマ神話でいうマーキュリー（ゲルマン神話のヴォータン）を崇拝する。 |
| 10 | 占いのうち、馬を使った占いを重視する。                                           |
| 11 | 重大な問題がある時は、部族の全員が集まって会議を開く。                           |
| 12 | この会議は死刑を言い渡す権利を持つ。                                             |
| 13 | 若者に槍と楯が渡されたときが成人式である。                                       |
| 14 | 平和が続くときは、戦争している国がないかと、わざわざ出かける。                   |
| 15 | 戦争がないときの男は、食べて寝る。                                               |
| 16 | 家を密集させることはせず、家のまわりは空き地だ。                                 |
| 17 | マントか毛皮を着る。下着はよほどの金持ちだけが着る。                             |
| 18 | 一夫一婦制。結婚持参金に相当するものは牛馬や武器。                               |
| 19 | 女は一度しか結婚せず、再婚はない。                                               |
| 20 | 男女とも十分に成長してから結婚する。                                             |
| 21 | 客へのもてなしは豪華に行う。                                                     |
| 22 | 酒の席で論争することもよくある。                                                 |
| 23 | 麦酒を飲み、飲酒には節度がない。                                                 |
| 24 | 賭博を真剣に行う。自分自身を賭けて奴隷になることもある。                         |
| 25 | 奴隷は家事ではなく、小作人のように生産労働をする。                               |
| 26 | 農業では麦しか作らない。                                                         |
| 27 | 葬式は質素。墓は盛り土だけで、記念碑はない。                                     |
| 28 | ライン川西岸のゲルマン人は、ローマに忠実。                                       |
| 29 | マッティアッキー族はライン川の東岸に住み、ローマに忠実。                         |
| 30 | カッティー族は頭脳的な戦争をする。兵力は歩兵。                                   |
| 31 | カッティー族は髪と髭を伸ばす。                                                   |
| 32 | テンクテリ族は騎兵が巧み。                                                       |
| 33 | カマーウィー族とアングリヴァリイー族はブルクテリ族を追い出した。                 |
| 34 | 現在のオランダに住むのがフリース人。                                             |
| 35 | 北方のカウキー族は正義を好む。                                                   |
| 36 | ケルスキー族は無防備に暮らし、カッティー族に追い出された。                       |
| 37 | キンブリ族は、ローマと200年にわたり戦ってきた。                                  |
| 38 | スエビ族は単一部族でなく、以下の部族の総称。                                     |
| 39 | スエビの中で血統が貴いのはセムノーネース族。                                     |
| 40 | ネルトゥス（母なる大地）を崇拝する7つの諸族がいる。                              |
| 41 | ヘルムンドゥーリー族はドナウ河の源泉に住み、ローマに忠実。                       |
| 42 | マルコマンニ族とクァディ族の王の地位は、ローマの権威にもとづく。                 |
| 43 | 東方スエビの、ルギイー族の一部、ハリイ族は狂暴で、夜に戦闘をする。               |
| 44 | スイーオネース族（スウェーデン人）の艦隊は強力。                                 |
| 45 | 北の海が世界の果て。アエスティイー族は琥珀でローマ人と交易する。                 |
| 46 | スエビアは終わる。その東の諸族は、サルマタイ族に近い。                           |

## 学術的な批判

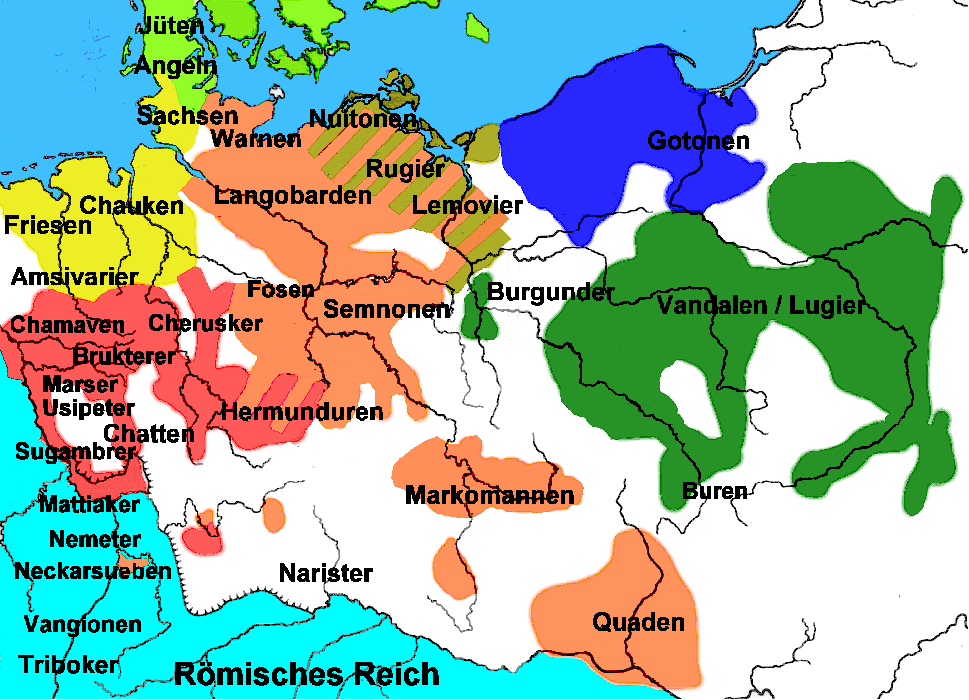
一世紀のゲルマニア。オレンジ色がスエビ諸族、緑色がヴァンダル人を表している。

このようなタキトゥスの『ゲルマニア』は、文人としての彼を賞賛する同時代人や、汎ゲルマン主義を主張する現代ドイツ人から高い評価を得ていたが、同時にその主張の偏りや正確性に数多くの批判が寄せられている。
特にタキトゥスの記録した情報は彼が直接見たり聞いたりしたものではなかったため、フィールドワークを基本とする今日の民族学・文化人類学の観点からはその記述の正確性が疑問視されている。タキトゥスは実際にゲルマニアを訪れたことは一度もなく、他者の伝聞を元に「家の中」で未開の地について記述した。さらに伝聞も当時の目からみても相当に古く、偏見で歪められたものを用いるなど情報の取捨選択でも偏りがあったことを指摘されている。また古代ローマ史研究の大家である歴史学者ロナルド・セイムは、『ゲルマニア』は大プリニウスの著作を孫引きして書かれたものではないかとする説を提示している。
また歴史学の観点からも、タキトゥスを初めとする近代以前の歴史研究はしばしば史実よりも読み物としての面白さや、自らの政治的主張を織り交ぜて行われることが常態となっており、いわば文学の一端であったと指摘されている（歴史家と歴史学者の違いを参照）。そのため、既に編纂された歴史書である『ゲルマニア』についても、その信憑性は常に問題がある資料といい得る。
近年の研究では、その記述の多くが不正確であることが実際に証明されているが、そもそも古代の時点で、タキトゥスと同時代の歴史家たちも、『ゲルマニア』に登場するすべての部族が本当に共通のゲルマン語を話す民族であるのか疑わしいと批判している。

## 別系統の可能性がある部族
スエビ人・バタウィ人（サリー・フランク人を形成した）はおそらくケルト系の部族、プシェヴォルスク文化に属するヴァンダル人（系統不明のルギイ人を含む）はスラヴ系（あるいはスラヴ系を含んだ多民族混交）の部族ではないかとする説がある。また紀元前にキンブリ・テウトニ戦争で将軍ガイウス・マリウスに敗れて滅んだキンブリ人もケルト系の部族と言う説がある。

## 原文（ラテン語版）
- Syme, Ronald, Tacitus, vol. 1 Oxford: Clarendon Press, 1958
- Önnerfors, Alf., De origine et situ Germanorum liber. Teubner, Stuttgart: 1983, ISBN 3-519-01838-1

## 訳書
日本語訳
- タキツス『ゲルマニア』西田宏訳、新撰書院、1931年。主にドイツ語訳をもととした重訳。
- タキトゥス『ゲルマーニア』田中秀央、泉井久之助共訳、刀江書院、1932年。創元社、1948年。岩波文庫、1953年。
- タキトゥス『ゲルマーニア』田中秀央、国原吉之助訳注、大学書林語学文庫、1963年。ラテン語原典との対訳注版。
- タキトゥス『ゲルマーニア』泉井久之助訳、岩波文庫、改版1979年。
- タキトゥス『ゲルマニア　アグリコラ』国原吉之助訳、ちくま学芸文庫、1996年。元版「世界古典文学全集22」筑摩書房、1965年

英語訳
- Rives, J. B., Tacitus: Germania, Oxford: 1999.